# Titularerzbistum Adana
Adana ist ein Titularerzbistum der römisch-katholischen Kirche.
Es geht zurück auf einen früheren Bischofssitz in der Stadt Adana, die sich in der kleinasiatischen Landschaft Kilikien in der heutigen Türkei befindet.
| Titularerzbischöfe von Adana |                                     |                                               |                   |                   |
| Nr.                          | Name                                | Amt                                           | von               | bis               |
| 1                            | Antonio Felice Zondadari            | Apostolischer Nuntius                         | 19. Dezember 1785 | 1. Juni 1795      |
| 2                            | Paul-Ambroise Frère de Villefrancon | Koadjutorerzbischof von Besançon (Frankreich) | 27. Juni 1821     | 2. Mai 1823       |
| 3                            | Domenico Ciluffo                    |                                               | 27. Januar 1842   |                   |
| 4                            | Edoardo Borromeo                    | Präfekt des Päpstlichen Hauses                | 19. April 1878    | 30. November 1881 |
| 5                            | Domenico Cavallini Spadoni          | emeritierter Erzbischof von Spoleto (Italien) | 28. Februar 1879  |                   |
| 7                            | Corradino Maria Cavriani            | Emeritierter Bischof von Ceneda (Italien)     | 27. März 1885     | 27. Januar 1890   |
| 7                            | Achille Ratti                       | Apostolischer Nuntius                         | 19. April 1921    | 13. Juni 1921     |
| 8                            | Ermenegildo Pellegrinetti           | Apostolischer Nuntius Kurienerzbischof        | 24. Mai 1922      | 1937              |
| 9                            | Ercolano Marini                     | emeritierter Erzbischof von Amalfi (Italien)  | 3. Oktober 1945   | 16. November 1950 |
| 10                           | Diego Venini                        | Kurienerzbischof                              | 12. Januar 1951   | 20. Juli 1981     |